# Nympharescus separatus
Nympharescus separatus is een keversoort uit de familie bladkevers (Chrysomelidae). De wetenschappelijke naam van de soort werd in 1858 gepubliceerd door Joseph Sugar Baly.